# هری فارنلی (زاده۱۹۲۳)
هری فارنلی (انگلیسی: Harry Fearnley; ۲۷ مهٔ ۱۹۲۳ – ۶ ژانویهٔ ۲۰۱۲) بازیکن فوتبال اهل بریتانیا بود.
از باشگاه‌هایی که در آن بازی کرده‌است می‌توان به باشگاه فوتبال برافورد پارک آونیو، باشگاه فوتبال لیدز یونایتد، باشگاه فوتبال نیوپورت کانتی، باشگاه فوتبال وینسفورد یونایتد، و باشگاه فوتبال روچدیل اشاره کرد.